# Aderus mutalus
Aderus mutalus es una especie de coleóptero de la familia Aderidae. Fue descrita científicamente por Maurice Pic en 1922.